# Wolfgang Dremmler
Wolfgang Dremmler (Salzgitter, 12 luglio 1954) è un ex calciatore tedesco, di ruolo centrocampista o difensore. Con la nazionale tedesca fu vice-campione del mondo nel 1982.

## Carriera

### Club
Ha giocato 310 partite (15 reti) nella Bundesliga con l'Eintracht Braunschweig e con il Bayern Monaco, in cui è arrivato nel 1979 grazie alla segnalazione del suo ex compagno di squadra Paul Breitner. Ha vinto quattro campionati Bundesliga e tre Coppe di Germania, gli unici suoi trofei di club, tutti con il Bayern.

### Nazionale
Con la Nazionale della Germania Ovest ha giocato 27 partite (3 reti). Ha esordito il 7 gennaio 1981 contro il Brasile durante il Mundialito ed ha partecipato al Campionato del Mondo 1982, raggiungendo la finale.

### Dopo il ritiro
Ritiratosi a 31 anni a causa di un grave infortunio al ginocchio, in seguito è divenuto talent scout per il Bayern Monaco.

## Palmarès
- Campionato tedesco: 4

Bayern Monaco: 1979-80, 1980-81, 1984-85, 1985-86
- Coppa di Germania: 3

Bayern Monaco: 1981-1982, 1983-1984, 1985-1986
- Supercoppa di Germania: 1

Bayern Monaco: 1983 (non ufficiale)